# Spudaea rubra
Spudaea rubra là một loài bướm đêm trong họ Noctuidae.